# La Chapelle-Hullin

La Chapelle-Hullin este o comună în departamentul Maine-et-Loire, Franța. În 2009 avea o populație de 135 de locuitori.